# Chaetodon litus
Chaetodon litus là một loài cá biển thuộc chi Cá bướm (phân chi Lepidochaetodon) trong họ Cá bướm. Loài này được mô tả lần đầu tiên vào năm 1973.

## Từ nguyên
Tính từ định danh litus bắt nguồn từ λεῖος (leîos) trong tiếng Hy Lạp cổ đại mang nghĩa là "trơn; đơn giản", hàm ý đề cập đến màu nâu trơn của loài cá này, "ngược lại hoàn toàn so với kiểu màu bắt mắt của hầu hết những loài cá bướm khác" (bản dịch).

## Phạm vi phân bố và môi trường sống
C. litus là loài đặc hữu của đảo Phục Sinh (Chile), được tìm thấy trên rạn san hô viền bờ có nhiều đá núi lửa với sự phát triển mạnh của tảo nâu ở độ sâu đến ít nhất là 25 m; cá con được thu thập từ các hồ thủy triều.

## Mô tả
C. litus có chiều dài cơ thể lớn nhất được ghi nhận là 15,5 cm. Loài này có màu nâu xám, vùng thân trên phía trước có màu xám nhạt hơn. Vây lưng và vây hậu môn có viền trắng ở rìa. Vây đuôi trong suốt ở rìa sau.
Số gai ở vây lưng: 13–14; Số tia vây ở vây lưng: 22–25; Số gai ở vây hậu môn: 3; Số tia vây ở vây hậu môn: 18–21; Số tia vây ở vây ngực: 15–16; Số gai ở vây bụng: 1; Số tia vây ở vây bụng: 5; Số vảy đường bên: 37–43.

## Sinh thái học
Thức ăn của C. litus bao gồm giun nhiều tơ của loài Loimia medusa, tôm nhỏ thuộc chi Thor và trứng của loài cá khác. Ngoài ra, trong dạ dày của C. litus, người ta còn phát hiện những mảnh vụn của loài bọt biển Amphimedon. Một điều đáng nói là cá bướm không phải loài ăn bọt biển (tức hải miên), nên lời giải thích cho trường hợp này là C. litus có thể đã ăn những con hà sống cộng sinh bắt buộc bám trên bọt biển.
C. litus thường kiếm ăn theo đàn.

## Thương mại
C. litus được thu thập trong ngành kinh doanh cá cảnh nhưng không phổ biến.